# Serra de l'Obac (Bages)
La serra de l'Obac està situada entre les comarques del Bages i el Vallès Occidental. Pertany a la part nord de la Serralada Prelitoral Catalana i forma una unitat geogràfica amb el veí massís de Sant Llorenç del Munt.
Els cims principals són el Castellsapera (939 m), el turó del Castellar (931 m) i el turó de Tres Creus (929 m). Està lligada al massís de Sant Llorenç del Munt pel coll d'Estenalles (870 m) i separat cap al migdia d'aquest per la riera de les Arenes (afluent de la riera de Rubí) i al nord pel torrent d'Estenalles. Forma, junt amb Sant Llorenç del Munt, el Parc Natural de Sant Llorenç del Munt i l'Obac, gestionat per la Diputació de Barcelona.
Actualment molt deshabitada, l'ocupació humana dels seus vessants ha estat present fins a temps recents i bona prova d'això són les abundants restes de masies (alguna encara habitada, com el Puig de la Balma) i les tines enmig de les vinyes de les valls del Montcau, disseminades pel seu territori.